# Garvar
Garvar (persiska: گرور) är en ort i Iran.   Den ligger i provinsen Västazarbaijan, i den nordvästra delen av landet, 500 km väster om huvudstaden Teheran. Garvar ligger 1 533 meter över havet och antalet invånare är 234.
Terrängen runt Garvar är huvudsakligen kuperad, men åt sydväst är den bergig. Runt Garvar är det ganska tätbefolkat, med 80 invånare per kvadratkilometer. Närmaste större samhälle är Ālvātān, 9,2 km väster om Garvar. Trakten runt Garvar består till största delen av jordbruksmark.